# 2001년 한국프로야구 신인 드래프트
2001년 한국프로야구 신인선수 지명회의는 지역 연고를 바탕으로 한 '1차 지명'과 지역 연고에 상관없이 지명하는 '2차 지명'으로 이루어져 있다.

## 1차 지명
- 구단 순서는 A~Z, 가나다 순.

| 구단          | 성명   | 출신학교         | 포지션 | 비고 |
| ------------- | ------ | ---------------- | ------ | --- |
| LG 트윈스     | 이동현 | 경기고등학교     | 투수   | |
| SK 와이번스   | 정상호 | 동산고등학교     | 포수   | |
| 두산 베어스   | 황규택 | 휘문고등학교     | 투수   | |
| 롯데 자이언츠 | 추신수 | 부산고등학교     | 투수   | 지명 후 거부하여 2001년 시애틀 매리너스 입단 2021년 SSG 랜더스 입단 전 야구선수 박정태의 조카 외숙부(삼촌) |
| 삼성 라이온즈 | 이정호 | 대구상업고등학교 | 투수   | |
| 한화 이글스   | 김태균 | 천안북일고등학교 | 내야수 | |
| 해태 타이거즈 | 정원   | 광주제일고등학교 | 투수   | 장안고등학교 야구부 코치                                                                                   |
| 현대 유니콘스 | 설의석 | 인천고등학교     | 투수   | |

## 2차 지명
2차 지명은 2000년 6월 15일 오후 2시 서울특별시 중구 소공동 롯데호텔에서 열렸다.
지난 해까지는 매년 11월에 2차 지명이 열렸지만, 대학 팀과의 스카우트 분쟁을 막기 위해 프로 야구 시즌 중으로 날짜를 옮겼다.
2차 지명 구단 순서는 최근 3년 간(1997년 ~ 1999년) 페넌트레이스 성적을 합산하여 승률을 계산, 승률이 낮은 팀부터 먼저 선발하였다. 신생 팀 SK 와이번스에는 선수 3명을 2차 1순위로 우선 지명하는 특혜를 제공했다.
※ 이름에 가로줄이 그어진 것은 구단이 해당 선수에 대한 지명권을 포기했음을 의미함.
| 지명 순위 | SK                     | 롯데                   | 한화                   | 해태                   | LG                     | 두산                     | 현대                   | 삼성                   |
| --------- | ---------------------- | ---------------------- | ---------------------- | ---------------------- | ---------------------- | ------------------------ | ---------------------- | ---------------------- |
| 1         | 김희걸 (포철공고,투수) | 이대호 (경남고,투수)   | 김백만 (부산고,투수)   | 김주철 (성남고,투수)   | 박용진 (신일고,투수)   | 김태영 (제주한라대,투수) | 장기영 (경남고,투수)   | 김덕윤 (경남상고,투수) |
| 1         | 조형식 (속초상고,투수) | 이대호 (경남고,투수)   | 김백만 (부산고,투수)   | 김주철 (성남고,투수)   | 박용진 (신일고,투수)   | 김태영 (제주한라대,투수) | 장기영 (경남고,투수)   | 김덕윤 (경남상고,투수) |
| 1         | 김동건 (춘천고,내야)   | 이대호 (경남고,투수)   | 김백만 (부산고,투수)   | 김주철 (성남고,투수)   | 박용진 (신일고,투수)   | 김태영 (제주한라대,투수) | 장기영 (경남고,투수)   | 김덕윤 (경남상고,투수) |
| 2         | 김강민 (경북고,내야)   | 이승화 (부산상고,외야) | 유영민 (광주일고,투수) | 김경언 (경남상고,외야) | 신경석 (전주고,투수)   | 김태구 (마산고,투수)     | 여승현 (한서고,투수)   | 조영훈 (속초상고,투수) |
| 3         | 박준서 (광주상고,내야) | 황명성 (청원정보,투수) | 서창호 (고려대,내야)   | 심제훈 (동아대,내야)   | 최성현 (중앙고,투수)   | 김용영 (천안북일,투수)   | 손승락 (대구고,투수)   | 김명규 (원주고,내야)   |
| 4         | 채병용 (신일고,투수)   | 박종윤 (포철공고,투수) | 박정근 (경북고,투수)   | 이윤학 (신정고,투수)   | 이윤호 (속초상고,내야) | 이대현 (청원정보,포수)   | 원정빈 (공주고,외야)   | 박성훈 (강릉고,투수)   |
| 5         | 오승준 (신일고,투수)   | 김제빈 (중앙고,투수)   | 백승룡 (경남상고,내야) | 송산 (경남상고,포수)   | 김정환 (중앙고,포수)   | 배광진 (동산고,내야)     | 이철기 (전주고,투수)   | 정한상 (전주고,외야)   |
| 6         | 조중근 (동산고,외야)   | 최준석 (포철공고,포수) | 이화준 (경동고,내야)   | 김요한 (장충고,투수)   | 양성모 (한라대,투수)   | 임창섭 (배재고,투수)     | 허준 (덕수정보,포수)   | 손승현 (속초상고,포수) |
| 7         | 곽국희 (성남고,외야)   | 이용승 (대전고,포수)   | 최대곤 (전주고,포수)   | 김민철 (광주일고,내야) | 권소용 (휘문고,내야)   | 이범석 (공주고,투수)     | 육현수 (야탑고,투수)   | 고윤성 (경남고,외야)   |
| 8         | 김장준 (서울고,투수)   | 문왕식 (효천고,외야)   | 한정석 (배명고,투수)   | 임성민 (마산상고,투수) | 김민석 (선린정보,내야) | 손제민 (경남상고,외야)   | 한결 (광주상고,내야)   | 박재민 (청주기공,내야) |
| 9         | 박재상 (서울고,외야)   | 이한성 (마산상고,투수) | 김현우 (경동고,외야)   | 김경태 (신일고,외야)   | 김수환 (경희대,투수)   | 최홍진 (신일고,투수)     | 박희성 (서울고,내야)   | 이면우 (휘문고,외야)   |
| 10        | 윤영보 (동산고,투수)   | 황준영 (경남고,내야)   | 이규민 (제물포고,투수) | 차정민 (부산상고,투수) | 구제주 (영흥고,투수)   | 채태인 (부산상고,투수)   | 김광우 (경남상고,내야) | 김동범 (마산상고,내야) |
| 11        |                        |                        | 최준원 (유신고,투수)   | 박정규 (한서고,투수)   | 김상래 (청원정보,외야) | 이수 (경기고,외야)       | 김동기 (인천고,외야)   | 강유삼 (세광고,투수)   |
| 12        |                        |                        | 오재필 (공주고,내야)   | 김동혁 (군산상고,내야) | 안재영 (경동고,내야)   |                          | 윤승균 (신일고,외야)   | 김선명 (광주상고,외야) |

※ 'ㄹ'자 방식으로 지명 순서를 정함.